# Lois Capps
Pour les articles homonymes, voir Capps et Grimsrud.
Lois Capps, née Lois Ragnhild Grimsrud le 10 janvier 1938 à Ladysmith (Wisconsin), est une femme politique américaine, représentante démocrate de Californie à la Chambre des représentants des États-Unis de 1998 à 2017.

## Biographie

### Jeunesse et carrière professionnelle
Lois Grimsrud est née le 10 janvier 1938 à Ladysmith dans le Wisconsin de parents originaires de Scandinavie. Son père Milton Grimsrud est pasteur luthérien et sa mère Solveig Gullixon est violoniste.
Elle obtient un diplôme d'infirmière à la Pacific Lutheran University (en) en 1959. Lois Capps est également diplômée d'un master de l'université Yale en 1964 et d'un autre master de l'université de Californie à Santa Barbara en 1990. Infirmière de profession, elle dirige notamment un programme pour les adolescentes enceintes dans le comté de Santa Barbara.

### Représentante des États-Unis
En 1996, son mari Walter Capps est élu représentant du 22e district de Californie. Il meurt d'une crise cardiaque en octobre 1997, durant son premier mandat. Elle est candidate pour lui succéder à la Chambre des représentants des États-Unis lors d'une élection partielle au printemps 1998. Elle arrive en tête du premier tour avec 44,9 % des voix face à des républicains divisés entre Tom Bordonaro (28,5 %) et Brooks Firestone (25,4 %). Elle remporte le second tour avec 53,5 % des suffrages. Elle est réélue avec 55 % des voix en novembre 1998 et 53,1 % des voix en 2000.
Après un redécoupage des circonscriptions, elle est candidate en 2002 dans le 23e district, victime de gerrymandering au profit aux démocrates. Elle retourne au Congrès avec 59 % des suffrages. Elle est réélue représentante avec des scores compris entre 63 et 68 % des voix entre 2004 et 2008. Lors de la vague républicaine de 2010, elle remporte un nouveau mandat en réunissant 57,8 % des suffrages. En 2011, elle est désignée « membre le plus gentil du Congrès » par le Washingtonian Magazine.
Son district de la côté centrale californienne est redécoupé avant les élections de 2012 et devient plus compétitif. Elle est réélue avec 55,1 % des voix. En 2014, elle affronte Chris Mitchum, peu connu, et dépense près de quatre fois plus d'argent que le républicain. Dans un contexte de faible participation, elle ne réunit pourtant que 51,9 % des suffrages.
Le 8 avril 2015, elle annonce qu'elle n'est pas candidate à un nouveau mandat en 2016,. Ses principales réalisations en tant que législateur concernent le domaine de la santé.